# Tijgertaaiplaat
Tijgertaaiplaat (Lentinus tigrinus) is een schimmel behorend tot de familie Polyporaceae. Hij leeft saprotroof op vochtige dode stammen, stronken en takken van loofhout. De soort heeft een voorkeur voor wilg (Salix), maar is ook wel te vinden op populier, es en  andere loofbomen. De tijgertaaiplaat gedijt goed in rivierbegeleidende wilgenbossen en grienden, op natte, voedselrijke klei, maar ook in essenhakhout en soms in bossen op droge, zandige bodems. Hij veroorzaakt witrot. De vruchtlichamen verschijnen solitair of in groepen. De zwam is een groot deel van het jaar te vinden met duidelijke pieken in voor- en najaar.

## Kenmerken

### Uiterlijke kenmerken
Hoed
De hoed heeft een diameter van 2 to 9 cm. Het droge oppervlak is gelijkmatig grijsbruin, olijfbruin of zwartachtig van kleur. Het oppervlak bestaat uit radiaal gerangschikte, grijsbruine of sepiabruine, aangedrukte schubben. De schubben geven de paddenstoel een tijgerachtig uiterlijk waar het zijn Nederlandse naam aan dankt. De bovenkant van de hoed is bij jonge exemplaren bijna zwart, de zwartachtige laag scheurt naarmate de vruchtlichamen uitgroeien tot aangehechte, bruinzwartachtige harige schubben, die de paddenstoel zijn karakteristieke, uiterlijk geven.
Steel
De steel is 3-9 cm lang en 4-10 dik. Hij staat vaak gebogen stengel, centraal tot wat excentrisch toelopend aan de onderkant en met een lange "wortel" diep in het hout. De steel is wit aan de bovenkant, bruinachtig tot zwartachtig gestippeld of fijn geschubd aan de onderkant. Soms heeft het bovenaan een vliezige ring, maar deze verdwijnt meestal snel.
Lamellen
De dicht op elkaar staande lamellen die langs de steel af. Ze zijn wit bij jonge vruchtlichamen. Bij oudere exemplaren verkleuren ze geel van citroengeel naar oker. De lamelsnede is aanvankelijk fijn gekarteld en enigszins gezaagd, maar gaat na verloop van tijd rafelen. 
Vlees
Het vruchtvlees is taai, wit en erg dun. Bij volwassen vruchtlichamen is het elastisch en leerachtig. De smaak is onduidelijk, de geur is intens.

### Microscopische kenmerken
De sporen zijn ellipsoïde, glad, hyaliene in KOH, inamyloïde en meten 5–7 × 2–3,5 µm. De basidia zijn 4-sporig. De cheilocystidia zijn basidioolachtig. Er zijn geen pleurocystidia aanwezig. Pileipellis is gedeeltelijk cutis met verspreide rechtopstaande, gebundelde aggregaties (de schubben); elementen 2,5–7 µm breed, hyaliene tot bruin in KOH met gespen.

## Verspreiding
De tijgertaaiplaat wordt wijd verspreid in Noord-Amerika, Europa en Azië. Op het zuidelijk halfrond wordt de schimmel alleen geregistreerd in Uruguay en op het eiland West-Carolina in Oceanië. Het komt voor in de gematigde streken met uitzondering van Afrika. In Midden-Europa komt het veel voor in de laagland, maar is elders zeldzaam.
In Nederland komt de soort algemeen voor. Door sterke achteruitgang is hij op de rode lijst geplaatst. Op de rode lijst staat hij in de categorie 'Kwetsbaar'.

## DNA-onderzoek
Hoewel er de onderkant van de hoed is voorzien van plooien die op plaatjes lijken, wordt de paddenstoel aan de hand van DNA onderzoek gerekend tot de buisjeszwammen.

## Eetbaarheid
Als eetbare paddenstoel is hij pas geschikt als hij heel jong is, omdat hij snel bitter en taai wordt.

## Naam
De wetenschappelijke naam bestaat uit twee delen: Lentinus is  "buigzaam, taai, of kleverig" en tigrinus betekent "getijgerd".

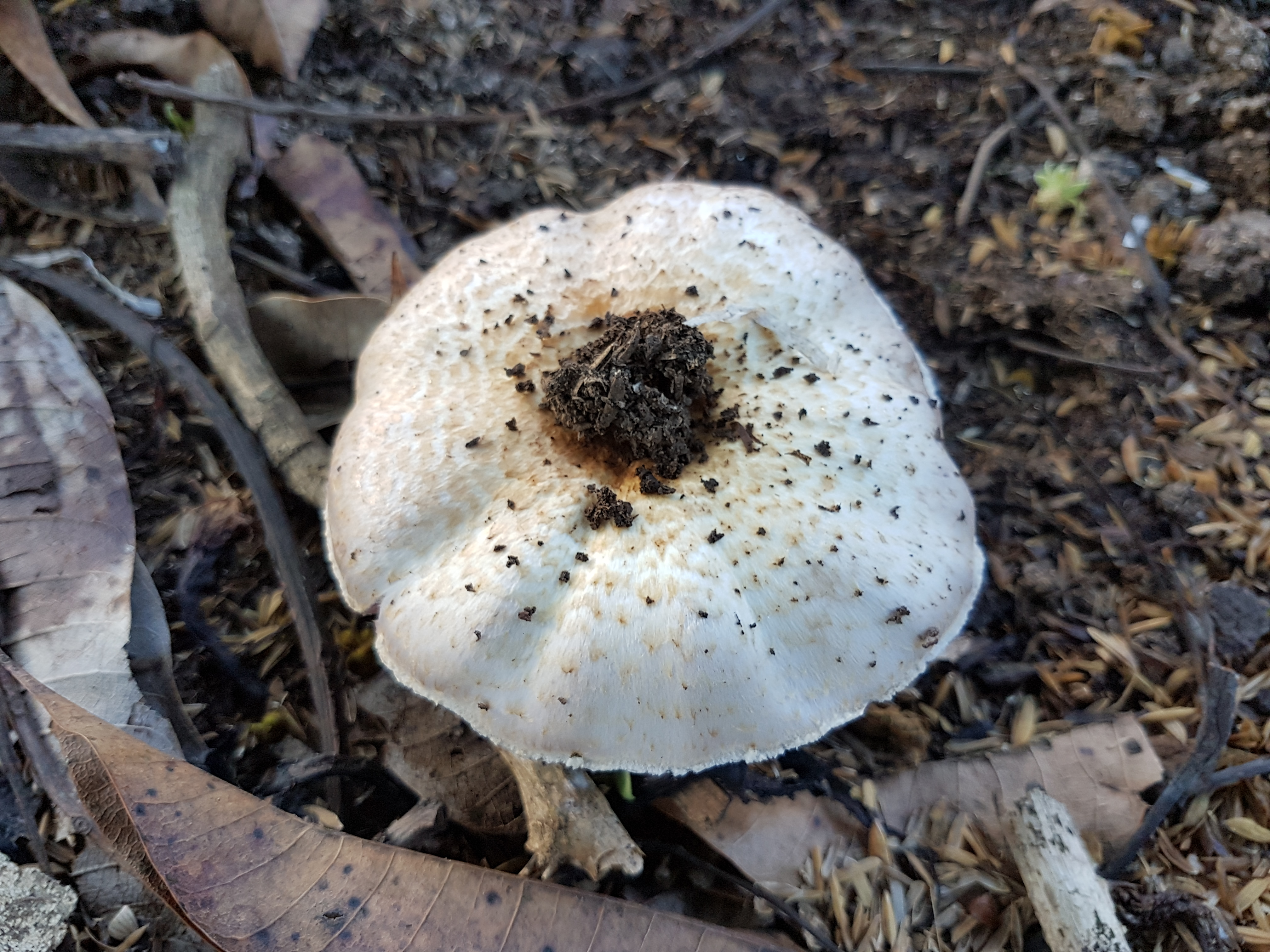
Hoed
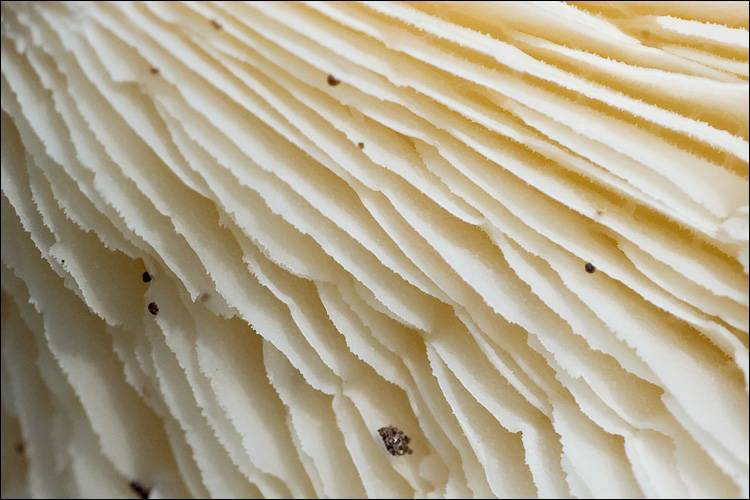
Lamellen
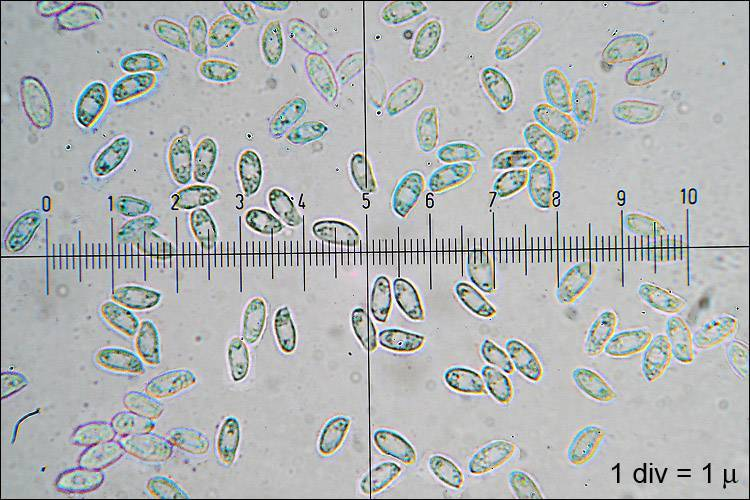
Sporen